# Vamba (sabatilla)

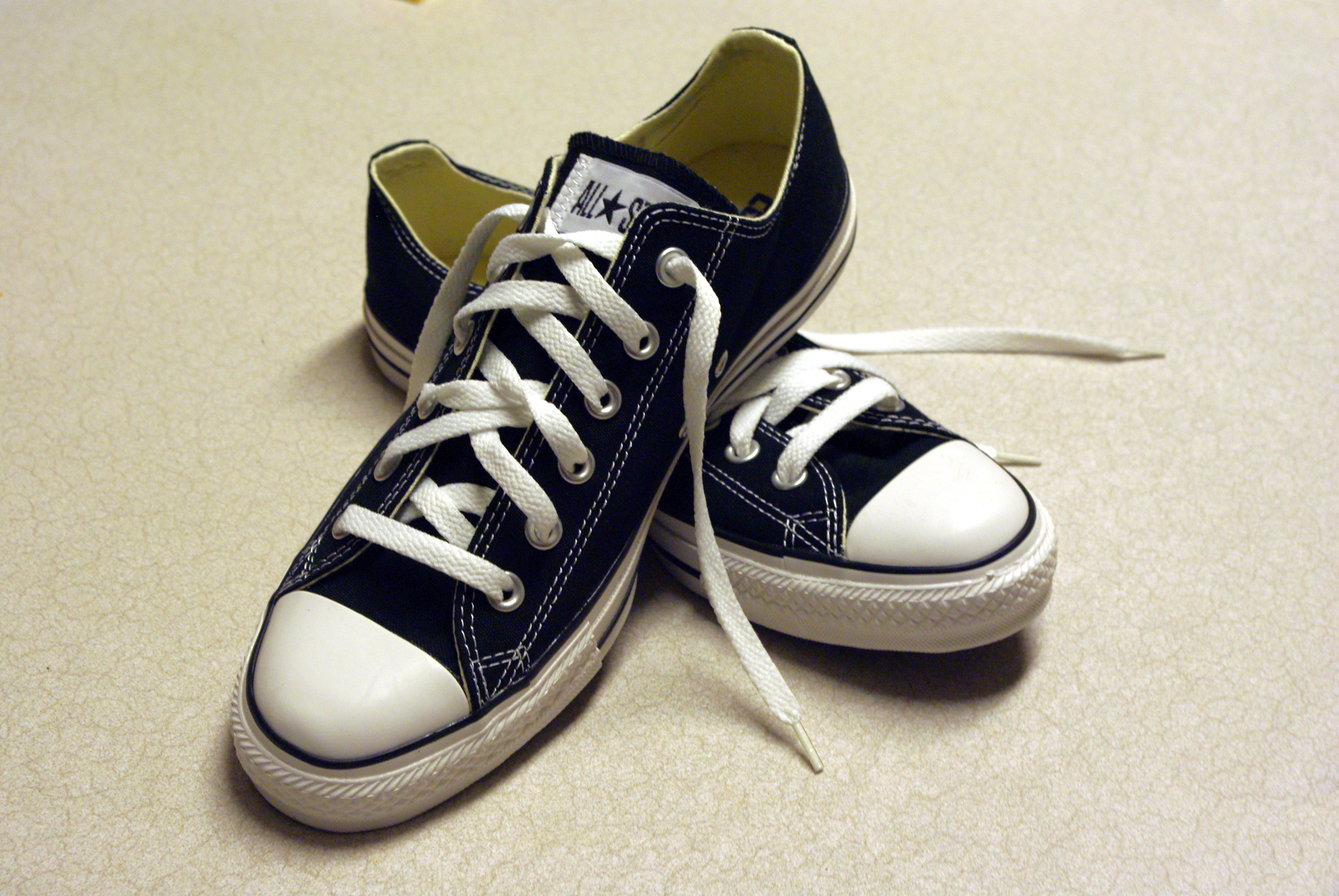
Un parell de vambes

Les vambes, quets o sabatilles esportives, són un tipus de calçat principalment dissenyat per practicar esport o altres formes d'exercici físic, però que ara són també àmpliament utilitzades conjuntament amb l'abillament casual. El terme generalment descriu un tipus de calçat amb una sola flexible feta de goma o material sintètic i una part superior fabricada en cuir, tela o substitutius sintètics.

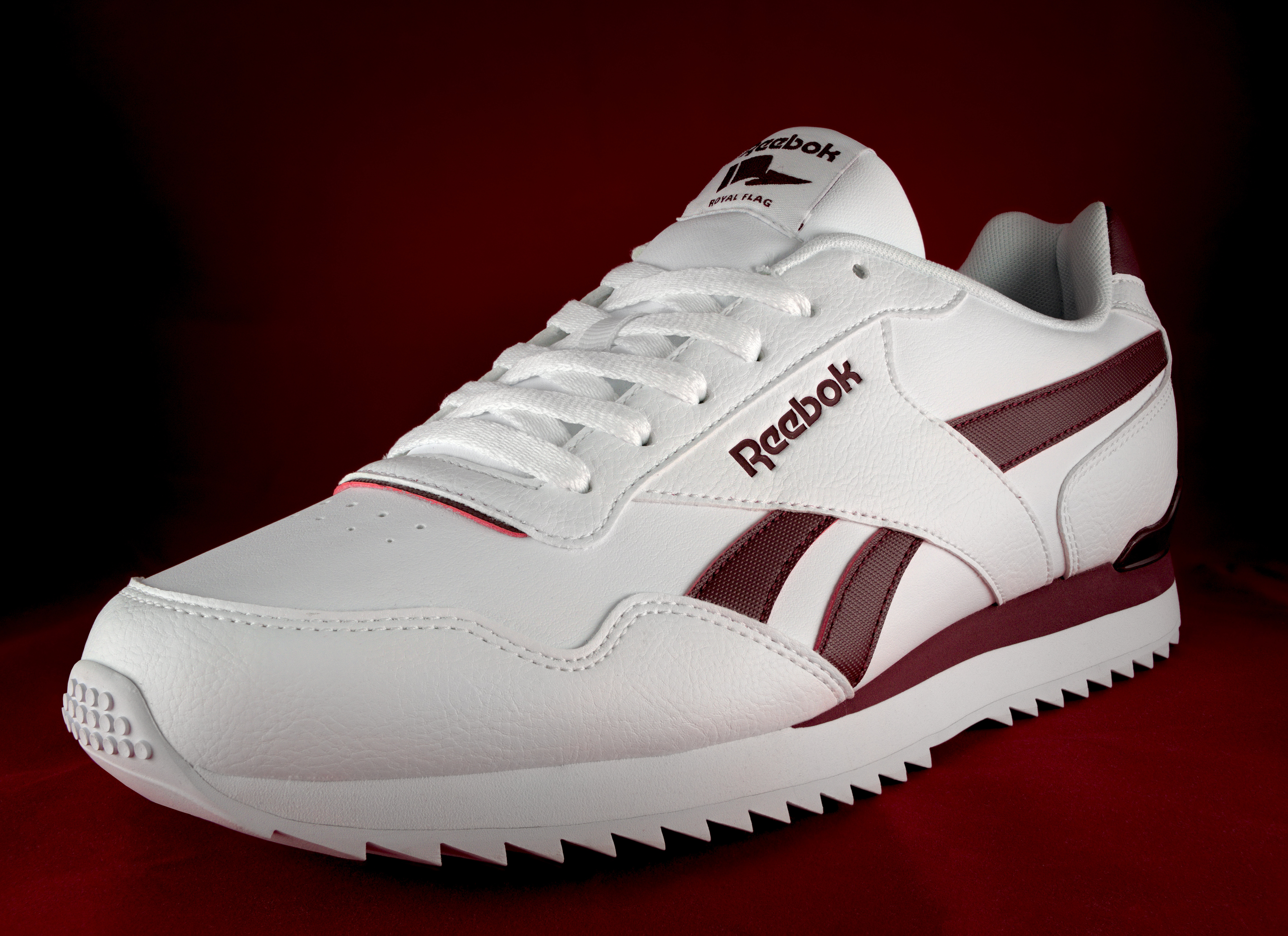
Sabatilles Reebok

## Història
Les primeres sabatilles van adquirir el sobrenom plimsoll a la dècada de 1870, derivat, segons el llibre de Nicholette Jones The Plimsoll Sensation, de la banda horitzontal pintada que uneix la part superior a la sola, que s'assemblava a la línia de flotació (plimsoll) del buc d'un vaixell. De fet, amb els elements d'aquella època, era quasi com la línia de flotació d'un vaixell, si l'aigua pujava per sobre de la línia de la sola de goma, es mullaven el peus.
Les plimsolls eren àmpliament utilitzades per persones que anaven de vacances però van començar a ser emprades també per esportistes a les pistes de tennis i croquet per a la seva comoditat. Es van desenvolupar unes soles especials amb patrons gravats per augmentar la fricció de la sola de la sabatilla i van ser encarregades a l'engròs per a l'ús de l'Exèrcit britànic. Les sabatilles d'esport eren cada cop més utilitzades en el lleure i activitats exteriors al començament del segle xx, una mena de plimsolls van ser trobades fins i tot en l'expedició fallida de Scott a l'Antàrtic de 1911.
El 1895, la companyia britànica J. W. Foster & Sons, van dissenyar i fabricar, les primeres sabates pensades per córrer; les sabates tenien claus per proporcionar una velocitat i una tracció més grans. La companyia va vendre les seves sabatilles de running fetes a mà i d'alta qualitat a atletes arreu del món, rebent finalment un contracte per a la fabricació de sabatilles per a l'equip britànic a l'Olimpíada d'Estiu de 1924. Harold Abrahams i Eric Liddell van guanyar les competicions de 100 metres i 400 metres, amb calçat de Foster.

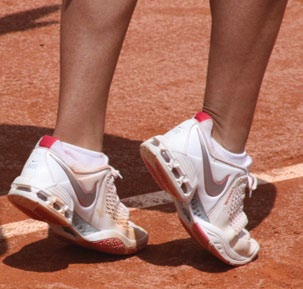
Un parell de sabatilles de tennis Nike amb detalls roses

Aquest estil de calçat també va destacar als Estats Units a començaments del segle xx, on es va anomenar sneakers. El 1892, l'empresa US Rubber va introduir les primeres sabatilles de sola de goma provocant un augment de la demanda i producció al país. Les primeres sabatilles de bàsquet van ser dissenyades per Spalding tan aviat com el 1907. El mercat per a les sneakers va créixer després de la Primera Guerra Mundial quan els esports i l'atletisme cada cop més es convertien en una manera de demostrar el patriotisme i la fibra moral. El mercat dels EUA per a les sabatilles d'esport va créixer fermament tan aviat com els joves van fer cua per comprar sneakers Converse All Stars recolzades pel jugador de bàsquet Charles «Chuck» Taylor.
Durant el període d'entreguerres, les sabates atlètiques van començar a ser comercialitzades per a esports diferents, i es van fer disponibles dissenys diferenciats tant per als homes com per a les dones. Les sabatilles van ser utilitzades per atletes que competien en els Jocs Olímpics, ajudant a popularitzar-les entre el públic general. El 1936, una marca francesa, Spring Court, va comercialitzar la primera sabatilla de tennis de lona incorporant vuit canals de ventilació sobre una sola de goma natural vulcanitzada.
Adolf «Adi» Dassler va començar a produir les seves pròpies sabatilles d'esport a la botiga de rentat de la seva mare a Herzogenaurach (Baviera), després de tornar de la Primera Guerra Mundial, i va seguir fins a arribar a ser un dels fabricants de calçat d'esport més importants del món: Adidas. També va comercialitzar amb èxit les seves sabatilles a atletes als Jocs Olímpics d'Estiu de 1936, fet que va ajudar a fonamentar la seva bona reputació. El negoci va florir i els Dasslers venien 200.000 parells de sabates cada any abans de la Segona Guerra Mundial.

### Postguerra

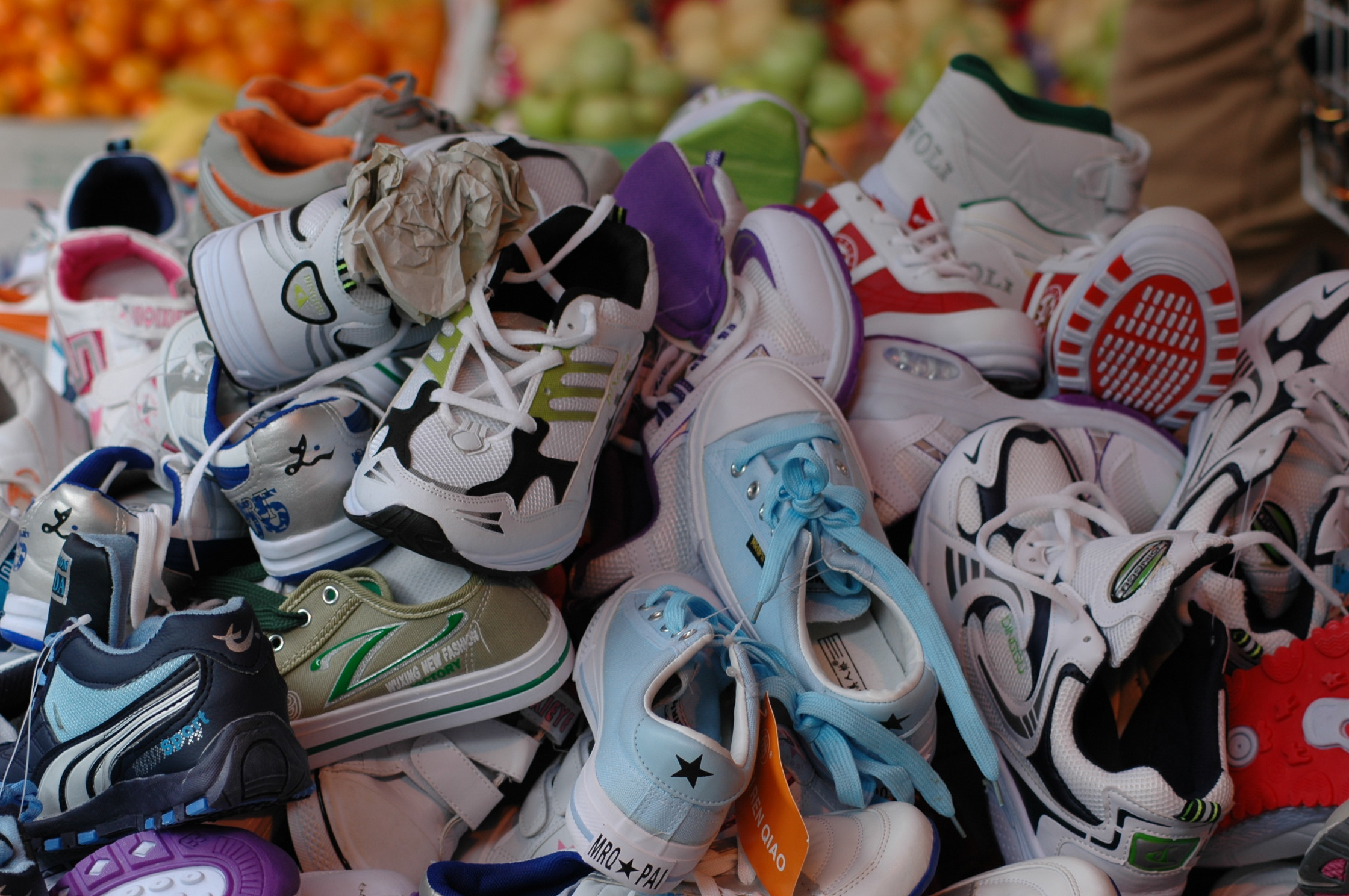
Una pila gran de sabatilles d'esport en venda en un mercat a Hong Kong

La dècada dels 50 es van expandir molt i els nens i els adolescents van començar a portar sabatilles d'esport tan aviat com els codis de vestimenta escolar es van relaxar. Les vendes de sabatilles van augmentar tant que van començar a afectar adversament les vendes de sabates de cuir convencionals, portant a una guerra publicitària ferotge per aconseguir quota de mercat a finals dels 50. Ala dècada dels 70, el jogging es va tornar cada vegada més popular, i els entrenadors les van dissenyar específicament per proporcionar confort mentre el fúting es va vendre bé. Les companyies també van començar a dirigir alguns dels productes al mercat de moda casual. Aviat molts esports van tenir la sabatilla corresponent, les sabatilles van estar disponibles pel futbol, fúting, bàsquet, running, etc.
Durant els anys 1990, les companyies de calçat esportiu van perfeccionar la seva moda i habilitats de màrqueting. Els patrocinis esportius d'atletes famosos van augmentar molt i els pressupostos de màrqueting van créixer enormement. Les vambes es van convertir en una declaració de moda i es van comercialitzar com una definició d'identitat i personalitat més que no pas un simple suport atlètic. Des del 1970 (5 models) passant pel 1998 (285 models) fins al 2012 (3.371), el nombre de models de sabatilles d'esport als EUA ha crescut exponencialment.

### Sabates de carrera a peu
Les sabates de running estan comercialitzades en una gamma de formes apropiades a diferents capacitats/estils de carrera. Generalment estan classificades segons els estils.